# Eccezzziunale... veramente
Eccezzziunale... veramente è un film del 1982 diretto da Carlo Vanzina. 
La pellicola racconta la vita calcistica di tre tifosi: il milanista Donato, l'interista Franco e lo juventino Tirzan, tutti interpretati da Diego Abatantuono.

## Trama

Donato, il capo degli ultrà milanisti.

La storia vede come protagonisti Felice La Pezza, soprannominato Tirzan, un camionista pugliese tifoso della Juventus, Franco Alfano, un venditore d'autoveicoli milanese tifoso dell'Inter, e Donato Cavallo, un acceso tifoso del Milan a capo di un gruppo di ultrà.
Durante una domenica di campionato, Tirzan viene fermato a bordo del suo camion da due poliziotti, uno romanista e l'altro fiorentino, e ne nasce subito una discussione a sfondo calcistico, mentre Donato si scontra in metropolitana con degli ultrà interisti dopo che il Milan ha perso il derby: Sandrino, il loro capo, durante lo scontro scivola su una buccia di banana e cade a terra senza sensi; Donato pensa di essere stato lui a colpirlo. Franco è invece molto felice dopo una notte di baldoria, ma deve tornare a casa dalla moglie e, soprattutto, da una suocera che non sopporta. Tuttavia una gradita sorpresa lo aspetta: un tredici al Totocalcio. Franco si ribella ai parenti insultando le due donne e se ne va. Il tredici da oltre ottocento milioni di lire è in realtà uno scherzo degli amici del bar, ma Franco intanto si dà alla bella vita: lascia il lavoro e a suon di cambiali compera una nuova automobile.
Tirzan deve partire per un trasporto in Romania ma chiede a un collega detto "lo Slavo", che deve invece andare a Parigi, di scambiarsi i camion in modo che Tirzan possa approfittare della vicinanza per fare un salto in Belgio a vedere la partita di Coppa dei Campioni della Juventus contro l'Anderlecht, e l'altro possa andare in Romania dalla sua fidanzata. Donato va all'ospedale a trovare il "nemico" interista, che, a seguito del trauma, ha perso la parola e la memoria. Qui il milanista conosce la fidanzata di Sandrino, Loredana, che detesta il mondo del calcio; Donato se ne innamora a prima vista, e finge di essere d'accordo con lei, riuscendo a conquistarla.
Franco ha già speso molto in alberghi e oggetti costosi, e gli amici non sanno più come dirgli la verità. Massimo, grazie all'aiuto di una telecamera, confessa lo scherzo "eccezzziunale" e Franco è in preda al panico. Tirzan viene derubato del camion a Parigi ed è costretto a rinunciare alla partita. Donato torna da Loredana, che è in ospedale da Sandrino, ma la donna ha i sensi di colpa: litigano e allora Donato, credendo che la storia con Loredana sia finita, torna a fare l'ultrà, proprio nella settimana della partita con la Juventus. Loredana però ha seguito Donato e lo invita a casa sua, spiegandogli che con Sandrino è una storia finita e che si è innamorata di lui.
Tirzan e il commissario di polizia trovano fortunosamente il camion, che rimane tuttavia danneggiato. Gli amici di Franco, pentiti, cercano di farlo rappacificare con la famiglia. Franco ha bisogno di sessanta milioni per coprire i debiti e un allibratore gli consiglia di recuperare i soldi scommettendo clandestinamente su una vittoria dell'Avellino nella prossima giornata di campionato. Franco e gli amici scommettono venti milioni, offrendo, a titolo di garanzia, il bar di Massimo e un anno di stipendio degli altri.
Sfortunatamente l'avversario dell'Avellino è proprio la loro amata Inter. Per facilitare le cose partono per Avellino con l'intenzione di minacciare l'arbitro della partita Miciché (che da una foto risulta pelato). Tirzan intanto torna in Italia per ridare il camion allo Slavo e per non perdersi Milan-Juventus del giorno dopo. Donato non perderebbe la stessa partita per niente al mondo ma Loredana, sentendosi tradita, telefona a casa di lui e tenta il suicidio mediante barbiturici. Viene portata in ospedale, salvata e messa vicino a Sandrino. Loredana si sveglia e Donato, accorso al suo capezzale, cerca inutilmente una scusa per andare allo stadio.

L'epilogo del tifoso juventino Tirzan

Tirzan arriva dallo Slavo, che lo perdona, ma una brutta sorpresa lo attende: il suo mezzo è praticamente distrutto. Poco prima dell'inizio di Avellino-Inter, Franco e i suoi amici rapiscono l'arbitro ed entrano con lui negli spogliatoi: sfortunatamente però sbagliano persona e scoprono che l'uomo da loro rapito è in realtà il commissario Patané, responsabile della sicurezza dello stadio. Il commissario non prende provvedimenti per non perdersi la partita, ma intima a loro di tornare immediatamente a Milano. Tirzan, sicuro di aver perso il lavoro, abbandona sull'autostrada quello che resta del camion e va in taxi allo stadio a partita già iniziata: acquista un biglietto falso di tribuna numerata da un bagarino, si mette a litigare con il vero proprietario del tagliando e poi viene portato via.
All'ospedale Donato teme il confronto imminente con Sandrino, ma improvvisamente l'uomo inizia a parlare, affermando di aver sempre simulato lo stato di incoscienza e smascherando Donato, che scappa finalmente allo stadio. Tirzan viene fatto sedere al posto del sindaco, proprio accanto all'Avvocato Gianni Agnelli, che riesce a conquistare con le sue battute.
Alla fine della partita, vinta dalla Juventus con un gol di Pietro Paolo Virdis, Loredana perdona Donato e si fidanza definitivamente con lui a condizione però che non vada più in trasferta. Franco e i suoi amici perdono la scommessa perché l'Inter vince 5-0 con l'Avellino, ma non si scoraggiano e fanno una nuova scommessa giocandosi il bar e sessanta milioni sull'Inter campione d'Italia (non facendoci sapere se la scommessa andrà a buon fine). Tirzan diventa invece il nuovo autista del pullman della Juventus.

### Riferimenti calcistici
Tre le partite del campionato 1981-1982 alle quali si fa riferimento nel film e che risultano corrette:
- Come appare scritto sul tabellone dello stadio San Siro durante il derby Milan-Inter, il 25 ottobre 1981 l'Inter batté veramente il Milan in trasferta, con una rete proprio di Gabriele Oriali (segnata al 69º minuto).[1]
- Quando Tirzan viene fermato dalla polizia con il suo camion, perdendo a causa loro il derby Torino-Juventus, i bianconeri vinsero realmente 1-0 in trasferta contro i cugini granata, tra l'altro nella stessa giornata del derby milanese.
- Nella stessa giornata di campionato, il Napoli vinse contro il Cesena, ma 3-1 in trasferta.
- Il 4 ottobre 1981 la Juventus vinse veramente in trasferta col Milan, e il marcatore fu proprio Pietro Paolo Virdis (al 21' del secondo tempo), come riportato nel tabellone che compare durante il film.[2]

Altre partite che vengono citate nel film risultano invece non rispondenti alla realtà:
- Quando Donato è al cinema con Loredana, ed ascolta di nascosto la partita Cagliari-Milan, viene dato un rigore ai rossoneri per fallo su Joe Jordan, segnato poi dallo stesso giocatore; non viene detto il risultato della gara, che terminò nella realtà 1-1; i marcatori furono però Battistini per il Milan e Roberto Quagliozzi per il Cagliari.[3]
- Le partite che compaiono sul televisore, e grazie alle quali Franco crede d'aver fatto 13 al Totocalcio, sono tutte sbagliate, ad eccezione di quelle di Torino e Milano che sono corrette sia come partite sia come risultati finali.
- Le partite presenti sulla schedina di Franco, due delle quali compaiono sul televisore con risultati diversi, corrispondono al concorso del 22 novembre 1981, in quanto le ultime quattro partite sulla colonna sono Lazio-Cavese (terminata però 1-0) e Varese-Sambenedettese (Serie B), Fano-Forlì (Serie C1) e Carrarese-Pro Patria (Serie C2, ma terminata 3-0).
- Tirzan, a causa del furto del camion dello slavo, perde la gara d'andata di Coppa dei Campioni Anderlecht-Juventus. Come nel film, la partita terminò proprio 3-1 per i belgi.[4] C'è però un'incongruenza temporale: Tirzan arrivò a Parigi dopo che fu giocato il derby vinto con il Torino; ciò non è però possibile, perché la partita di campionato si giocò il 25 ottobre 1981, mentre la gara di Coppa dei Campioni venne disputata il 21 ottobre, ossia 4 giorni prima.
- Alla fine del film l'Inter viene data vincente contro l'Avellino per 5-0, ma la partita si concluse nella realtà solo 1-0 per i nerazzurri.

## Personaggi

Il protagonista Diego Abatantuono

### Donato Cavallo
Donato è un giovane che vive insieme ai genitori e ai numerosi fratelli nella periferia di Milano. È il capo ultrà del Milan, detto "Ras della Fossa". Dopo un derby perso, ha una colluttazione con Sandrino il Mazzuolatore, capo ultrà dell'Inter, il quale finisce accidentalmente in coma. Donato, preso dal rimorso, va a trovarlo in ospedale e conosce la sua fidanzata, Loredana, che finirà per innamorarsi di lui.

### Franco Alfano
Franco è un buontempone, malsopportato da moglie e suocera, che bighellona tutto il giorno con gli inseparabili amici Massimo, Teo e Ugo. Questi, per fare uno scherzo all'apparenza innocuo, un giorno fanno credere a Franco di aver vinto al Totocalcio: preso dall'ebrezza, l'uomo scappa di casa, si licenzia dal lavoro e comincia a fare pazze spese. Quando gli amici, in preda ai sensi di colpa, gli rivelano la verità, Franco è distrutto oltreché alle prese con i tanti debiti accumulati. Per recuperare i soldi, il gruppo decide di scommettere al Totonero sull'improbabile vittoria dell'Avellino contro l'Inter; per maggiore sicurezza provano anche a minacciare l'arbitro dell'incontro, ma uno scambio di persona vanifica i loro piani.

### Tirzan
Tirzan è un camionista pugliese tifoso sfegatato della Juventus, che per assistere alla partita dei bianconeri contro l'Anderlecht scambia il suo camion con un collega diretto a Parigi. Nella capitale francese però il camion gli viene rubato e lì per lui iniziano le disavventure.

## Produzione
Intervistato a Stracult nel 2005, il produttore Claudio Bonivento dichiarò che il film avrebbe dovuto prevedere quattro episodi con Carlo Verdone, Massimo Troisi, Roberto Benigni e Diego Abatantuono. I primi tre rifiutarono, e così Enrico Vanzina decise di concentrare la trama del film in tre episodi con all'interno i personaggi di Abatantuono.

### Cast
I tre amici interisti di Franco (Teo Teocoli, Ugo Conti e Massimo Boldi), così come lo stesso Diego Abatantuono, sono in realtà tutti tifosi milanisti.
L'attore che interpreta Sandrino (Renato D'Amore), doppiato con accento lombardo da Luigi Montini, è in realtà romano e tifoso giallorosso.

## Colonna sonora
I titoli di testa del film, la canzone Eccezziunale veramente, sono cantati da Diego Abatantuono e pubblicati come singolo 7" dalla CGD con numero di catalogo CGD 10380 nel 1982.

### Tracce
1. Diego Abatantuono – Eccezziunale veramente
2. Diego Abatantuono – Nunzia

## Distribuzione
Come consuetudine per molti film comici italiani del periodo, all'epoca venne realizzata una versione televisiva più lunga della pellicola, che veniva trasmessa in tre serate distinte (prevalentemente da Italia 1), ciascuna dedicata a uno dei tre personaggi, della durata di circa 40 minuti ciascuno, senza intrecciare le storie e con molte scene in più.
Per celebrarne il trentennale, mercoledì 19 dicembre 2012 il film è stato proiettato in alcune decine di cinema italiani in una nuova versione digitalizzata in alta definizione.

### Versione televisiva
Nella versione del film per la televisione, che andava in onda divisa in tre episodi distinti, ci sono diverse sequenze in più o semplicemente più lunghe rispetto a quanto si vede in quella cinematografica. Nel dettaglio: 
- Donato esce di casa per raggiungere il club degli ultrà, incontra due dei suoi amici e insieme calciano una lattina.[6]
- Franco rientra a casa all'alba, prima del derby, e si addormenta nella vasca da bagno dopo un litigio con la moglie (il taglio più lungo subìto dal film, dato che la scena dura quattro minuti).[6]
- Il lunedì mattina dopo il derby, Donato dialoga con uno dei suoi fratelli appena cassaintegrato, e apprende dai giornali la notizia del ricovero di Sandrino.[6]
- Dopo che Franco si è licenziato dall'autosalone e ha espresso parere negativo circa la vettura della quale un cliente aveva chiesto informazioni, il proprietario si scusa con quest'ultimo, facendogli credere che Franco sia un sindacalista.[6]
- Arrivato al Grand Hotel, Franco dialoga con il portiere per conoscere nel dettaglio i servizi inclusi nel prezzo della suite imperiale.
- Una seconda telefonata di Tirzan al cavalier La Monica, questa volta da Parigi.[6]
- All'interno del club, Donato e alcuni suoi compagni visionano delle diapositive dei capi ultrà juventini; prima di quella che ritrae Zebrone, ne vengono visionate altre tre.[6]
- Nel finale dell'episodio di Franco, l'allibratore, che dopo la scommessa è diventato proprietario del bar, critica insoddisfatto lo svolgimento del lavoro di Massimo e Teo.[6]
- In ospedale Loredana scappa via da Donato, e mentre questi la insegue riceve sul volto le due ante di una porta e crolla a terra esclamando Madonna, che botta !. Mentre lui è ancora a terra dolorante, si svolge un breve dialogo con una suora infermiera.[6]
- Prima dei titoli di coda, Tirzan dialoga con un venditore di noccioline e un tifoso romanista, rispettivamente interpretati da Ennio Antonelli e Jimmy il Fenomeno.[6]

## Influenza culturale
Il soprannome "Zebrone", temibile capo ultrà juventino contro cui Donato manda il più scarso della sua banda, sarà riutilizzato da Diego Abatantuono nel 1999 nel film Tifosi, dove l'attore interpreta un ultrà bianconero.

## Sequel
Dopo ventiquattro anni, Carlo ed Enrico Vanzina riprendono i personaggi e il tema del tifo calcistico che ebbe tanto successo negli anni 1980. Il film, uscito nel 2006, è intitolato Eccezzziunale veramente - Capitolo secondo... me, con Diego Abatantuono, Anna Maria Barbera, Sabrina Ferilli e Carlo Buccirosso.